# Desmond Armstrong
Pour les articles homonymes, voir Armstrong.
Desmond Armstrong, né le 2 novembre 1964 à Washington DC, est un footballeur international américain qui évoluait au poste de défenseur. Il s'est ensuite reconverti en entraîneur et analyste sportif.

## Biographie

### Carrière de joueur

#### Jeunesse
Armstrong est né à Washington DC où il grandit également. À 11 ans, un club local le supervise en train de jouer au soccer et le recruter pour les équipes de jeunes. À partir de là, il intègre successivement les équipes du lycée, universitaires et enfin de l'équipe nationale. Il rejoint ensuite la Howard High School à Ellicott City dans le Maryland puis intègre l'Université du Maryland et les Maryland Terrapins. Il joue alors 78 rencontres dans cette équipe universitaire, inscrivant 24 buts et effectuant 18 passes décisives.

#### Parcours professionnel
Desmond Armstrong évolue deux saisons avec les Cleveland Force, équipe de soccer en salle de Major Indoor Soccer League (MISL) entre 1986 et 1988. À la suite de la saison 1987-1988, il est transféré chez les Baltimore Blast. Le 14 janvier 1989, il se brise les doigts. Ensuite, en février 1991, il rejoint le Santos FC, la mythique équipe brésilienne de première division et devient ainsi le premier joueur américain à signer un contrat professionnel au Brésil. À l'issue de la saison, Armstrong retourne aux États-Unis avec les Maryland Bays qui évoluent en American Professional Soccer League. Durant cette année qui marque son retour dans le Maryland, il aide son équipe à atteindre les demi-finales de la ligue avant de chuter face aux Albany Capitals. En 1995, il part chez les Washington Warthogs, club de Continental Indoor Soccer League, en prêt de la Major League Soccer, et est donc le cinquième joueur à signer dans la nouvelle ligue. Par la suite, les Charlotte Eagles, franchise d'USISL Pro League (3e division nord-américaine), décident de le recruter pour la saison 1996 avant qu'il ne prenne sa retraite à l'âge de 31 ans. Lors sa dernière année, il est nommé dans l'USISL All Pro League Team.

#### Sélection nationale
Sa première sélection en États-Unis intervient en 1987 à l'occasion d'une rencontre contre l'Égypte. Il est également membre de l'équipe américaine durant les Jeux olympiques 1988 qui se déroulent à Séoul en Corée du Sud. Sa performance aux Jeux lui vaut alors de devenir un titulaire indiscutable en sélection nationale durant le début des années 1990, participant aux trois rencontres américaines de la Coupe du monde 1990. Au total, il compte 81 sélections en équipe nationale mais n'y a jamais inscrit le moindre but.

### Entraîneur
Depuis sa retraite sportive, Armstrong reste actif dans l'encadrement des équipes. Durant le milieu des années 1990, il entraîne les USA Hurricanes qui évoluent à Charlotte dans la Caroline du Nord. En 1999, il devient l'entraîneur des Cavaliers du Montreat College à Montreat qui concourent en National Association of Intercollegiate Athletics. En 2000, il est nommé directeur-entraîneur national pour le programme Soccer in the Streets. Il reste entraîneur des Cavaliers de Montreat jusqu'en 2006. Il entraîne aussi l'équipe de jeunes des 85 HFC Vipers de Asheville entre 2000 et 2004. À la suite de son départ de Montreat, Armstrong rejoint l'équipe de jeunes des Bethesda Roadrunners comme entraîneur principal. Il est aussi nommé directeur technique de Rocket City United.

### Analyste sportif et commentateur
Armstrong a travaillé pour ABC Sports. Pendant la Coupe du monde 1994, il est analyste sportif pour ESPN. Il est également commentateur pour toutes les rencontres à domicile des Cleveland City Stars (USL First Division) sur SportsTime Ohio.
Le 11 mai 2007, il est introduit dans le Maryland Soccer Hall of Fame puis dans le National Soccer Hall of Fame le 29 février 2012.